# Козацька Могила (пам'ятка природи)
Коза́цька Моги́ла — комплексна пам'ятка природи місцевого значення в Україні. Об'єкт природно-заповідного фонду Сумської області. 

## Опис
Розташована в межах Конотопського району Сумської області, в центральній частині села Шаповалівка. 
Площа 0,3 га. Статус надано згідно з рішенням облради від 27.06.2008 року. Перебуває у віданні Шаповалівської сільської ради. 
Статус надано для збереження штучно створених насаджень з типовою для степової зони рослинністю. На території пам'ятки розташоване місце поховання козаків, які загинули в битві з російськими військами 1659 року (див. Конотопська битва).

## Галерея

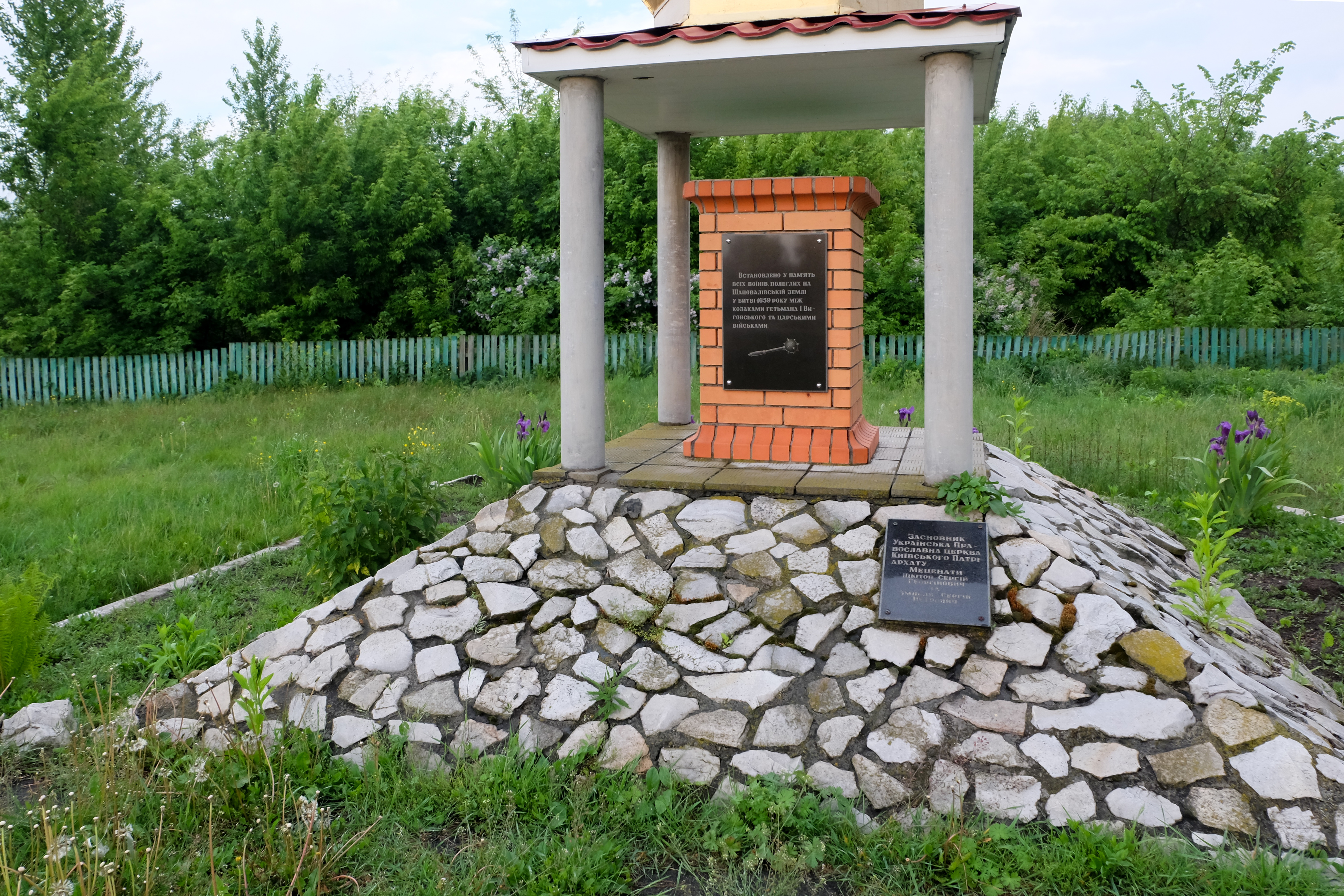
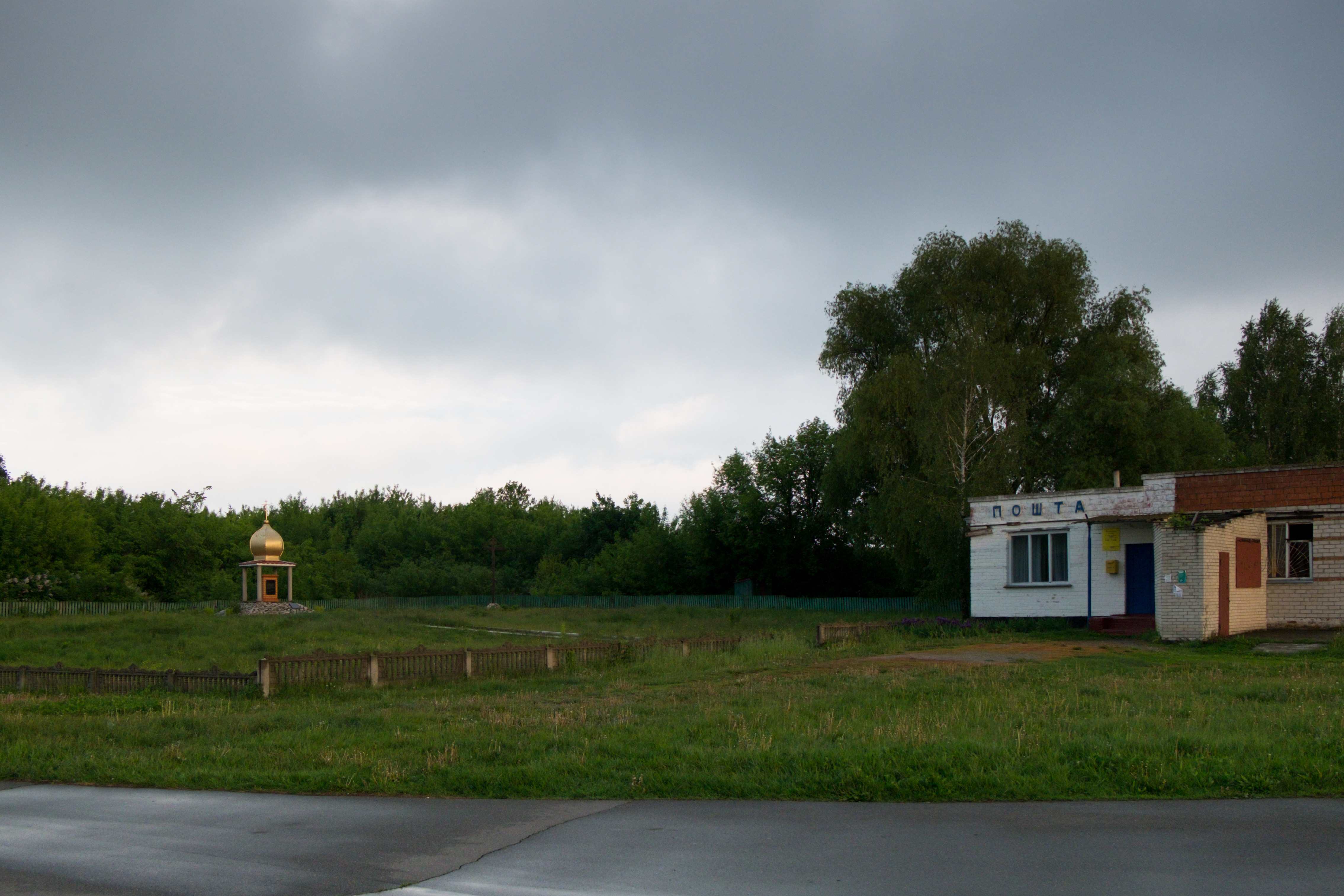
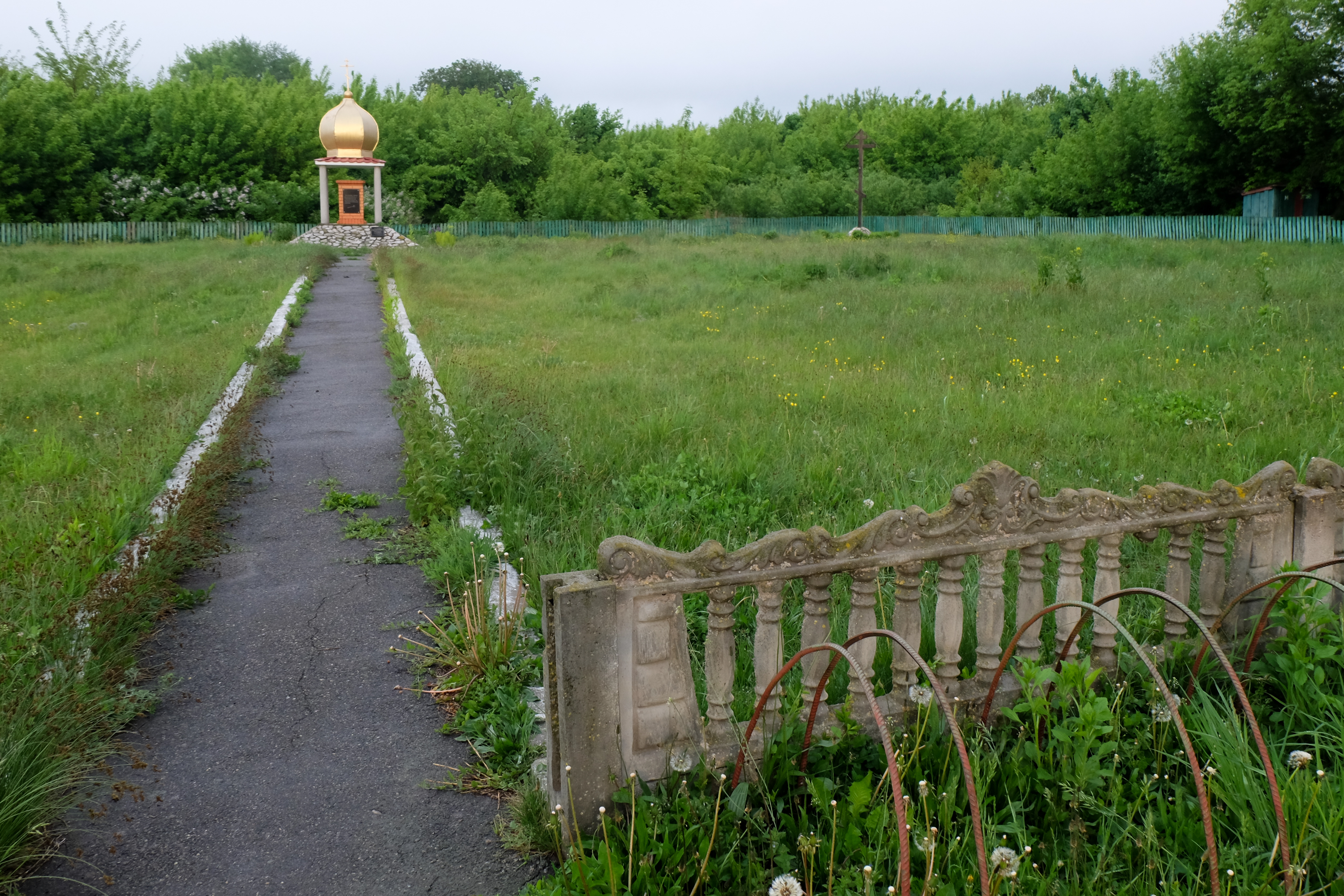